# Inga alba
Inga alba är en ärtväxtart som först beskrevs av Olof Swartz, och fick sitt nu gällande namn av Carl Ludwig von Willdenow. Inga alba ingår i släktet Inga och familjen ärtväxter. Inga underarter finns listade i Catalogue of Life.